# Municipio de Ahuacatlán (Puebla)
El municipio de Ahuacatlán (del nahuatl: ahuácatl, tlan ‘aguacate, lugar’‘Lugar de aguacates’) es uno de los 217 municipios que conforman al estado mexicano de Puebla. Se localiza en la región Sierra Norte y su cabecera es la ciudad de Ahuacatlán.

## Geografía
Ahuacatlán limita al norte con el municipio de Tlapacoya, con el municipio de Tlaola y San Felipe Tepatlán; al este, con Amixtlán y Tepango de Rodríguez; al sur, con Tepetzintla; y al poniente, con Chiconcuautla y Zacatlán.
Abarca una superficie de 91.29 km² de la Sierra Norte de Puebla, que constituye el extremo meridional de la Sierra Madre Oriental, representando el 0.27% del territorio del estado de Puebla.

### Hidrografía
Ahuacatlán pertenece a la región hidrológica de Tuxpan-Nautla, dentro de la cuenca del río Tecolutla. El 94% de su territorio pertenece a la subcuenca del río Laxaxalpan y el 6% restante a la subcuenca del río Tecuantepec. El principal curso del agua de Ahuacatlán es el río Ajajalpan, que marca su límite con los municipios de Zacatlán y Chiconcuautla.

### Clima
El clima de Ahuacatlán es semicálido húmedo con lluvias todo el año en el 76% de su superficie y templado húmedo con lluvias todo el año en el 24% restante. El rango de temperatura promedio es de 14 a 22 grados celcius y la precipitación promedio anual es de 1400 a 2100 mm.

## Demografía
De acuerdo al censo realizado por el INEGI en 2015, Ahuacatlán posee 15 637 habitantes, equivalentes al 0.27% de la población del estado de Puebla. De los cuales el 89% dominan alguna lengua indígena.

### Localidades
Su población se reparte entre 22 localidades, de las cuales la más habitada es Tlacotepec.
| Código INEGI | Localidad                | Población (2010) |
| ------------ | ------------------------ | ---------------- |
| 210060005    | Tlacotepec (San Mateo)   | 2554             |
| 210060008    | Xochicuautla             | 1464             |
| 210060002    | Coaltepec (San Jerónimo) | 1438             |
| 210060006    | Tlayehualancingo         | 1320             |
| 210060010    | Pochálcatl               | 1160             |
| 210060001    | Ahuacatlán               | 1139             |